# 제16회 홍콩 영화 금상장
제16회 홍콩 영화 금상장은 1997년 4월 13일에 열린 시상식이다.

## 수상 및 후보

### 작품상
- 첨밀밀 - 진가신 수상
- 색정남녀 - 이동승 외
- 노화가두 - 진목승
- 폴리스 스토리 4 - 간단임무 - 당계례
- 호도문 - 서기

### 감독상
- 첨밀밀 - 진가신 수상
- 색정남녀 - 이동승 외
- 노화가두 - 진목승
- 삼개수상적경찰 - 조숭기
- 호도문 - 서기

### 각본상
- 첨밀밀 - 안서 수상
- 호도문 - 두국위
- 거배! 차 Fit 인병단 - 종계창
- 왕각 재사 Fit인 - 종계창
- 영원한 사랑 - 이지의
- 인간색상 - 장지성

### 남우주연상
- 삼개수상적경찰 - 정칙사 수상
- 첨밀밀 - 여명
- 노화가두 - 유청운
- 폴리스 스토리 4 - 간단임무 - 성룡
- 색정남녀 - 장국영

### 여우주연상
- 첨밀밀 - 장만옥 수상
- 식신 - 막문위
- 노화가두 - 소방방
- 풍월 - 공리
- 사면하와 - 오군여

### 남우조연상
- 첨밀밀 - 증지위 수상
- 노화가두 - 진소춘
- 삼개수상적경찰 - 임효봉
- 색정남녀 - 서금강
- 고혹자 3 - 척수차천 - 황추생

### 여우조연상
- 색정남녀 - 서기 수상
- 칠월십삼지용파 - 나란
- 노화가두 - 이기홍
- 금지옥엽 2 - 이기홍
- 호도문 - 원영의
- 보디가드(중국어판) - 나관란

### 신인상
- 색정남녀 - 서기 수상
- 폴리스 스토리 4 - 간단임무 - 오진군
- 금지옥엽 2 - 이기홍
- 첨밀밀 - 양공여
- 호도문 - 진효동

### 촬영상
- 첨밀밀 - 마초성 수상
- 낭만풍폭 - 황악태
- 노화가두 - 황악태
- 풍월 - 크리스토퍼 도일
- 상해탄 - 반항생

### 편집상
- 노화가두 - 장가휘 수상
- 폴리스 스토리 4 - 간단임무 - 장가휘
- 비호 - 진기합
- 낭만풍폭 - 호대위
- 호도문 - 광지량 외

### 미술상
- 첨밀밀 - 해중문 수상
- 금지옥엽 2 - 해중문
- 흑협 - 마판차오
- 풍월 - Qiagui Huang
- 상해탄 - 여가안

### 의상&메이크업상
- 첨밀밀 - 오리로 수상
- 금지옥엽 2 - 오리로
- 사면하와 - Yu Guang Chen
- 상해탄 - 여가안
- 흑협 - 풍군맹

### 무술감독상
- 폴리스 스토리 4 - 간단임무 - 당계례 수상
- 흑협 - 원화평
- 상해탄 - 동위
- 모험왕 - 정소동
- 노화가두 - 마옥성
- 비호 - 나례현

### 영화음악상
- 첨밀밀 - 조증희 수상
- 색정남녀 - 허원
- 삼개수상적경찰 - 유이달
- 노화가두 - 피터 캄

### 주제가상
- 영원한 사랑 - 진혜림 수상
- 색정남녀
- 금지옥엽 2
- 백분백암필